# Tetracis truxillata
Tetracis truxillata är en fjärilsart som beskrevs av Charles Oberthür 1912. Tetracis truxillata ingår i släktet Tetracis och familjen mätare. Inga underarter finns listade i Catalogue of Life.